# Юнацька збірна Білорусі з футболу (U-17)
Юнацька збірна Білорусі (U-17) з футболу (біл. Юніёрская зборная Беларусі па футболе, рос. Юношеская сборная Белоруссии по футболу) — футбольна команда Білорусі, що складається з гравців, віком до 17 років і представляє країну на міжнародному рівні.

## Історія
Команда щорічно з 2002 року бере участь у кваліфікаціях Юнацьких чемпіонатів Європи, проте у фінальну стадію потрапила лише одного разу — на Євро-2005.

## Виступи на міжнародних турнірах

### Юнацький чемпіонат Європи (U-17)
| Статистика фінальної частини | Статистика фінальної частини |       | Статистика відбору     | Статистика відбору | Статистика відбору | Статистика відбору | Статистика відбору | Статистика відбору | Статистика відбору | Статистика відбору |
| Рік                          | Результат                    | Місце | І                      | В                  | Н*                 | П                  | Г+                 | Г-                 | GD                 |                    |
| ---------------------------- | ---------------------------- | ----- | ---------------------- | ------------------ | ------------------ | ------------------ | ------------------ | ------------------ | ------------------ | ------------------ |
| 2002                         | не кваліфікувалася           |       | 2                      | 2                  | 1                  | 0                  | 1                  | 2                  | 6                  | -4                 |
| 2003                         | не кваліфікувалася           |       | 3                      | 3                  | 2                  | 0                  | 1                  | 5                  | 8                  | -3                 |
| 2004                         | другий відбірковий раунд     |       | 4                      | 6                  | 1                  | 2                  | 3                  | 7                  | 9                  | -2                 |
| 2005                         | груповий етап                |       | 1                      | 6                  | 4                  | 0                  | 2                  | 14                 | 6                  | +8                 |
| 2006                         | не кваліфікувалася           |       | 3                      | 3                  | 1                  | 1                  | 1                  | 1                  | 1                  | 0                  |
| 2007                         | другий відбірковий раунд     |       | 2                      | 6                  | 3                  | 1                  | 2                  | 12                 | 10                 | +2                 |
| 2008                         | не кваліфікувалася           |       | 3                      | 3                  | 1                  | 0                  | 2                  | 6                  | 8                  | -2                 |
| 2009                         | другий відбірковий раунд     |       | 3                      | 6                  | 2                  | 1                  | 3                  | 10                 | 7                  | +3                 |
| 2010                         | не кваліфікувалася           |       | 3                      | 3                  | 1                  | 0                  | 2                  | 4                  | 3                  | +1                 |
| 2011                         | другий відбірковий раунд     |       | 3                      | 6                  | 3                  | 0                  | 3                  | 20                 | 18                 | +2                 |
| 2012                         | другий відбірковий раунд     |       | 3                      | 6                  | 2                  | 2                  | 2                  | 10                 | 7                  | +3                 |
| 2013                         | другий відбірковий раунд     |       | 4                      | 5                  | 2                  | 0                  | 3                  | 7                  | 14                 | -7                 |
| 2014                         | не кваліфікувалася           |       | 3                      | 3                  | 1                  | 0                  | 2                  | 2                  | 4                  | -2                 |
| 2015                         | другий відбірковий раунд     |       | 3                      | 6                  | 3                  | 1                  | 2                  | 7                  | 6                  | +1                 |
| 2016                         | не кваліфікувалася           |       | 4                      | 3                  | 0                  | 1                  | 2                  | 3                  | 6                  | -3                 |
| 2017                         | другий відбірковий раунд     |       | 3                      | 6                  | 2                  | 1                  | 3                  | 7                  | 9                  | -2                 |
| 2018                         | не кваліфікувалася           |       | 3                      | 3                  | 1                  | 0                  | 2                  | 4                  | 5                  | -1                 |
| 2019                         | другий відбірковий раунд     |       | 3                      | 6                  | 1                  | 3                  | 2                  | 7                  | 12                 | -5                 |
| Усього                       | 1/17                         |       | Найкращий результат: 1 | 82                 | 31                 | 13                 | 38                 | 128                | 139                | −11                |